# 眠れぬ夜に/PARTY TIME PARTY UP
「眠れぬ夜に/PARTY TIME PARTY UP」（ねむれぬよに/パーティー・タイム・パーティー・アップ）は、日本の歌手・愛内里菜の25作目のシングル。

## 概要
前作から約4カ月ぶり、両A面シングルとしては「GLORIOUS／PRECIOUS PLACE」以来1年9カ月ぶりのリリース。
本作は「眠れぬ夜に／PARTY TIME RARTY UP」「PARTY TIME PARTY UP／眠れぬ夜に」の2タイトルがあり、ジャケットや収録曲の順序が異なる。また、それぞれ完全限定生産盤（CD+DVD）、通常盤（CDのみ）の2形態でリリースされ、合計2タイトル4形態でのリリースとなった。完全限定生産盤のDVDには、「RINA♥MATSURI 2007」からのライブ映像を収録している。通常盤にはリミックスバージョンが追加収録されている。なお、DVDの内容とリミックスもそれぞれ異なっている。
「GLORIOUS／PRECIOUS PLACE」以来の、オリコンチャートトップ10入りを果たした。

## 収録曲

### 完全限定生産盤：「眠れぬ夜に／PARTY TIME PARTY UP」
CDコードはGZCA-7100

#### CD
1. 眠れぬ夜に
  - 作詞：愛内里菜 / 作曲・編曲：後藤康二

music.jpCMソング、TBS系『神さまぁ〜ず』12・1月度エンディングテーマであり、大切な人を想う気持ちと出会えたことの大切さを綴った、ラブバラードとなっている[1]。自身のバースデーライブ「RINA♥MATSURI 2007」にて初披露された楽曲である。
2. PARTY TIME PARTY UP
  - 作詞：愛内里菜 / 作曲：徳永暁人 / 編曲：大賀好修

“真夜中のシンデレラ達に捧げる”と銘打ったアップテンポなパーティーチューンとなっている[1]。プロモーションビデオは、東京・新宿にあるエンターテイメントカフェ「PINK BIG PIG」にて撮影された。なお、本曲の歌詞にちなんで映像に登場するエキストラのほとんどが女性である。
3. 眠れぬ夜に -instrumental-
4. PARTY TAME PARTY UP -instrumental-

#### DVD
1. 眠れぬ夜に -LIVE FROM RINA♥MATSURI2007-

### 通常盤：「眠れぬ夜に／PARTY TIME PARTY UP」
CDコードはGZCA-7101
1. 眠れぬ夜に
2. PARTY TIME PARTY UP
3. 眠れぬ夜に -lifeblood mix-
4. 眠れぬ夜に -instrumental-
5. PARTY TIME PARTY UP -instrumental-

### 完全限定生産盤：「PARTY TIME PARTY UP／眠れぬ夜に」
CDコードはGZCA-7102

#### CD
1. PARTY TIME PARTY UP
2. 眠れぬ夜に
3. PARTY TIME PARTY UP -instrumental-
4. 眠れぬ夜に -instrumental-

#### DVD
1. PARTY TIME PARTY UP -LIVE FROM RINA♥MATSURI2007-

### 通常盤：「PARTY TIME PARTY UP／眠れぬ夜に」
CDコードはGZCA-7103
1. PARTY TIME PARTY UP
2. 眠れぬ夜に
3. PARTY TIME PARTY UP -command+s mix-
4. PARTY TIME PARTY UP -instrumental-
5. 眠れぬ夜に -instrumental-

## 収録アルバム
眠れぬ夜に
- TRIP
- ALL SINGLES BEST 〜THANX 10th ANNIVERSARY〜

PARTY TIME PARTY UP
- TRIP
- ALL SINGLES BEST 〜THANX 10th ANNIVERSARY〜